# Katsuya Ishihara
Katsuya Ishihara (石原 克哉 Ishihara Katsuya?), född 2 oktober 1978 i Yamanashi prefektur, är en japansk fotbollsspelare.
Ishihara började sin karriär 2001 i Ventforet Kofu. Han spelade 467 ligamatcher för klubben. Han avslutade karriären 2017.